# Miguel Retuerto Egea
Miguel Retuerto (Zúrich, 14 de enero de 1962) fue un jugador de fútbol profesional suizo que jugaba en la demarcación de centrocampista.

## Biografía
Miguel Retuerto se formó como futbolista en el Club Esportiu Sant Gabriel, aunque no debutó profesionalmente hasta 1983 a los 21 años de edad con el FC Barcelona "B" en un partido contra el Racing de Santander el 26 de mayo de 1984 con un resultado de 1-0 a favor del club barcelonés. Una temporada más tarde debutó con el primer equipo, el FC Barcelona, con el que consiguió la Liga en la temporada 1984/85. Al acabar la temporada volvió al FC Barcelona "B" para acabar posteriormente en el CF Gandia y en el Palamós CF, equipo con el que jugó su último partido con el club el 28 de abril de 1990 contra el RCD Español, con victoria del club perico. Finalmente, tras un paso breve por el UE Sant Andreu, se retiró como futbolista. 

## Clubes
| Club             | País   | Año         | Partidos | Goles |
| ---------------- | ------ | ----------- | -------- | ----- |
| FC Barcelona "B" | España | 1983 - 1984 | 1        | 0     |
| FC Barcelona     | España | 1984        | 1        | 0     |
| FC Barcelona "C" | España | 1984 - 1985 | 13       | 0     |
| FC Barcelona "B" | España | 1985 - 1986 | 39       | 1     |
| CF Gandia        | España | 1986 - 1987 | 24       | 1     |
| Palamós CF       | España | 1987 - 1990 | 48       | 0     |
| UE Sant Andreu   | España | 1990 - 1991 | 17       | 0     |

## Palmarés
- La Liga: 1984/85 - FC Barcelona